# Robin Ganter
Robin Ganter (* 3. Januar 2001) ist ein deutscher Leichtathlet, der sich auf den Sprint spezialisiert hat.

## Karriere
In der 4-mal-100-Meter-Staffel wurde Ganter 2022 Deutscher Vizemeister. Ein Jahr später gewann er in dieser Disziplin die Bronzemedaille und diese ebenfalls über 100 Meter.
In der Halle wurde Ganter 2023 Deutscher Meister über 200 Meter und deutscher Vizemeister über 60 Meter und in der 4-mal-200-Meter-Staffel. Bei der Team-Europameisterschaft wurde Ganter in der Gesamtwertung Fünfter über 100 Meter und Siebter über 200 Meter. Bei den U23-Europameisterschaften in diesem Jahr wurde er außerdem Vierter über 100 Meter, schied jedoch über 200 Meter bereits im Qualifikationslauf aus.
Bei den Deutschen Hallenmeisterschaften 2024 wurde er Dritter über 60 Meter, Erster über 200 Meter und Dritter in der 4-mal-200-Meter-Staffel.
2025 wurde er Deutscher Hallenmeister über 60 Meter und 200 Meter.